# Акуліакаттагміут
Акуліакаттагміут (англ. Akuliakattagmiut) — географічно визначена підгрупа народності так званих «мідних інуїтів», яка жила на території сучасної провінції Нунавут у Канаді. Селилися біля мису Бекслі, на південному узбережжі, материковому боці протоки Долфін-енд-Юніон, поблизу озера Акуліакаттак (англ. Akuliakattak Lake), яке є витоком річки Рей.

## Культура
Ескімоси акуліакаттагміут були найбільш ізольованими та нецивілізованими з усіх мідних інуїтів.
Вони не носили ременів на стегнах, а штани доходили до талії.
За даними дослідника Арктики Вільялмура Стефансона, ескімоси з цієї підгрупи виявляли страх перед вогнепальною зброєю, тоді як у інших інуїтів цього помічено не було. Усі знаряддя праці цих людей були загостреними: залізні снігові ножі, улуси; сталеві стругальні ножі, криві ножі, голки; мідні льодоруби; металеві скребки.
Деякі народні пісні інуїтів акуліактак походять із культури іншої підгрупи ескімосів — уаллінерміут (англ. Uallinermiut). Серед торгових партнерів акуліакаттагміут слід виділити інуїтів ганерагміут та пуїплірміут (англ. Puiplirmiut).